# Liste der Einträge im National Register of Historic Places im San Saba County
Die Liste der Registered Historic Places im San Saba County führt alle Bauwerke und historischen Stätten im texanischen San Saba County auf, die in das National Register of Historic Places aufgenommen wurden.

## Aktuelle Einträge
| Lfd. Nr. | Name                       | Bild | Datum der Eintragung | Adresse/Lage   | Ort      | ID       | Beschreibung |
| -------- | -------------------------- | ---- | -------------------- | -------------- | -------- | -------- | ------------ |
| 1        | San Saba County Courthouse |      | 1. Mai 2003          | 500 E. Wallace | San Saba | 03000328 |              |